# Mykita
Mykita GmbH est un fabricant de lunettes haut de gamme basé à Berlin en Allemagne.

## Histoire
La société a été fondée par Harald Gottschling, Daniel Haffmans, Philipp Haffmans et Moritz Krüger en 2003. 
En 2014, Mykita déménage son siège social au Pelikan-Haus, un bâtiment historique de Berlin situé dans le quartier de Kreuzberg. 
Le nom Mykita est un dérivé de « Kita », une abréviation commune en Allemagne pour « Kindertagesstätte », la crèche, et est une référence aux premiers locaux de l'entreprise qui étaient une ancienne crèche.

## Produits
En 2004, Mykita lance sa première collection en métal, la Collection no1. La Collection no2 présente des montures en acétate et comprend des lunettes de vue ainsi que des solaires. 
En 2010, Mykita présente le « Mylon », un nouveau matériau basé sur le polyamide,.

## Collaborations
En 2009, Mykita et le styliste allemand Bernhard Willhelm lancent une collection commune de lunettes,. Parmi les autres artistes et créateurs de mode avec lesquels Mykita a travaillé, on peut trouver Moncler, Romain Kremer, Marios Schwab, Alexandre Herchcovitch, Agathe Snow, et la marque de cosmétiques Uslu Airlines, avec laquelle ils ont co-créé trois lunettes de soleil « aviateur » avec des couleurs de montures assorties aux couleurs du vernis à ongles vendu avec.
En 2012, Mykita annonce la collaboration avec Damir Doma,.